# Huecco
Huecco, pseudonimo di Iván Sevillano Pérez (Plasencia, 1974), è un cantautore spagnolo.

## Biografia
Dopo l'abbandono del gruppo che lo rese famoso, i Sugarless, nel 2006 uscì con un disco che porta come titolo il suo nome. Il suo secondo disco intitolato Assalto uscì nell'aprile del 2008.
Huecco è un cantante che fonde e mescola gran quantità di generi e stili musicali. Nelle sue canzoni si possono apprezzare suoni e influenze che vanno dal rock alla rumba, passando per il pop, il mambo, il reggaeton, lo ska o l'hip hop. Huecco è anche conosciuto per il rumbaton e per la sua partecipazione nel Viña Rock 2007 e 2008. Il 3 agosto del 2009 compì il suo desiderio di suonare nel martedì maggiore di Plasencia (Cáceres) dedicando la sua canzone Pa' mi guerrera a tutta la gente di Las Hurdes.

### Periodo con i Sugarless
Con questo gruppo, Huecco incise tre dischi; Asegúramelo, Más gas e Vértigo (di quest'ultimo venderono 20 000 copie in Spagna). Con la band realizzò numerosi concerti in tutta la Spagna, così come nell'America Latina.

### Periodo solista
Huecco, il suo primo disco, vide la luce, principalmente, in paesi ispanofoni ma sbarcò anche in paesi come gli USA, il Brasile o il Portogallo.
Per il suo secondo album, inciso a Los Angeles, l'artista si è ispirato a generi molto differenti come il flamenco o la chanson francese. Per la canzone Se Acabaron Las Lágrimas ha duettato con la cantante spagnola Hanna. Assalto, il suo ultimo disco, uscì il 22 aprile del 2008. In questo lavoro, sono presenti anche canzoni in lingua portoghese e in lingua francese.
Esce nel 2011 il suo terzo album, Dame vida. Nello stesso periodo dà vita a una fondazione umanitaria sostenuta da diverse personalità del mondo dello sport spagnolo.
Il suo quarto album come solista, Lobbo, esce a distanza di 5 anni nel 2016.
Nel 2023 viene annunciato il nuovo singolo Fuego Valyrio in collaborazione col gruppo power metal italiano Rhapsody of Fire e ispirato alla popolare serie televisiva e letteraria Il Trono di Spade.

## Discografia

### Album
- Huecco (2006) - Disco di platino in Spagna (+80 000 copie)
- Assalto (2008)
- Dame Vida (2011)
- Lobbo (2016)

### Singoli
- Pa' mi guerrera (dall'album Huecco)
- Tacones baratos (dall'album Huecco)
- Idiota (dall'album Huecco)
- La Reina de los Angelotes  (dall'album Assalto)
- Mirando al cielo (dall'album Assalto)
- Se acabaron las lágrimas (dall'album Assalto)
- Dame vida (dall'album Dame Vida)
- Amar en tiempos violentos (dall'album Dame Vida)
- Lobbo
- Fuego Valyrio (con i Rhapsody of Fire) - uscito il 25 luglio 2025